# Walking on a Dream (album)
Walking on a Dream je debutové studiové album australského elektronického dua Empire of the Sun. Vyšlo 3. října 2008 u nahrávací společnosti Capitol Records. Album produkovali členové skupiny Luke Steele a Nick Littlemore spolu s Peterem Mayesem a Donniem Sloanem. Album je nejúspěšnějším albem dua za jejich existenci.
Obal alba byl vytvořen na základě kultovních filmových plakátů k filmům Indiana Jones a Star Wars.
Album se setkalo s obecně příznivým hodnocením. V roce 2009 získalo 11 nominací na hudební ceny ARIA a sedm z nich, včetně ceny za album roku, získalo. Bylo také nominováno na cenu BRIT Awards 2010 v kategorii Nejlepší mezinárodní album.

## Seznam skladeb
| Pořadí | Název                   | Délka |
| ------ | ----------------------- | ----- |
| 1.     | Standing on the Shore   | 4:23  |
| 2.     | Walking on a Dream      | 3:16  |
| 3.     | Half Mast               | 3:54  |
| 4.     | We Are the People       | 4:27  |
| 5.     | Delta Bay               | 3:12  |
| 6.     | Country                 | 5:04  |
| 7.     | The World               | 4:36  |
| 8.     | Swordfish Hotkiss Night | 3:55  |
| 9.     | Tiger by My Side        | 5:47  |
| 10.    | Without You             | 5:00  |

| Bonusová skladba (iTunes Store) | Bonusová skladba (iTunes Store) | Bonusová skladba (iTunes Store) |
| Pořadí                          | Název                           | Délka                           |
| ------------------------------- | ------------------------------- | ------------------------------- |
| 1.                              | Breakdown                       | 2:37                            |

## Obsazení
- Empire of the Sun – produkce
- Debaser – výtvarná díla, ilustrace
- Mike Marsh – ovládání
- Peter Mayes – mixáž, produkce, nahrávání
- Donnie Sloan – produkce (2–4, 10)
- Chris Vallejo – dodatečné nahrávání